# Wertingen
Wertingen is een plaats in de Duitse deelstaat Beieren, en maakt deel uit van het Landkreis Dillingen an der Donau.
Wertingen telt 9.356 inwoners.
Tijdens de Derde Coalitieoorlog vond hier op 8 oktober 1805 de Slag bij Wertingen plaats, waarbij de Oostenrijkse veldmaarschalk Auffenberg werd verslagen door de Franse veldmaarschalken Murat en Lannes.
Aislingen ·
Bachhagel ·
Bächingen an der Brenz ·
Binswangen ·
Bissingen ·
Blindheim ·
Buttenwiesen ·
Dillingen an der Donau ·
Finningen ·
Glött ·
Gundelfingen an der Donau ·
Haunsheim ·
Höchstädt an der Donau ·
Holzheim ·
Laugna ·
Lauingen (Donau) ·
Lutzingen ·
Medlingen ·
Mödingen ·
Schwenningen ·
Syrgenstein ·
Villenbach ·
Wertingen ·
Wittislingen ·
Ziertheim ·
Zöschingen ·
Zusamaltheim